# هنري وارد دوسن
هنري وارد دوسن (بالإنجليزية: Henry Ward Dawson)‏ هو لاعب كرة مضرب أمريكي، ولد في 6 نوفمبر 1890، وتوفي في 1963.

## وصلات خارجية
- هنري وارد دوسن على موقع أرشيف التنس.كوم (الإنجليزية)